# Amblyscartidia luteolinea
Amblyscartidia luteolinea är en insektsart som beskrevs av Taschenberg 1884. Amblyscartidia luteolinea ingår i släktet Amblyscartidia och familjen dvärgstritar. Inga underarter finns listade i Catalogue of Life.